# Bučí
Bučí je vesnice a obec v okrese Plzeň-sever v Plzeňském kraji. Žije v ní 178 obyvatel.

## Název
Název vesnice je odvozen od její polohy v době založení, kdy se nacházela v blízkosti bukového porostu nebo na místě vykácené bučiny. V historických pramenech se jméno vsi objevuje ve tvarech: Busc (1240), Buz (1269), Butysi (1283), Butz (1293), Buczie (1413), Buczy (1419, 1512),  na Bučí (1615), Butczi (1654), Bucž (1788), Butsch a Budsch nebo Buč (1833) a úředně Bučí nebo Budsch (1854).

## Historie
První písemná zmínka o vesnici pochází z roku 1240.

## Obyvatelstvo
Při sčítání lidu v roce 1921 zde žilo 172 obyvatel (z toho 98 mužů), z nichž bylo 171 Čechoslováků a jeden cizinec. Kromě jednoho člena nezjišťovaných církví a 36 lidí bez vyznání byli římskými katolíky. Podle sčítání lidu z roku 1930 měla vesnice 192 obyvatel československé národnosti. Kromě římskokatolické většiny ve vsi žili také tři evangelíci, jeden člen církve československé, jeden příslušník nezjišťovaných církví a 43 lidí bez vyznání.
| Rok            | 1869 | 1880 | 1890 | 1900 | 1910 | 1921 | 1930 | 1950 | 1961 | 1970 | 1980 | 1991 | 2001 | 2011 | 2021 |
| -------------- | ---- | ---- | ---- | ---- | ---- | ---- | ---- | ---- | ---- | ---- | ---- | ---- | ---- | ---- | ---- |
| Počet obyvatel | 167  | 173  | 149  | 155  | 168  | 172  | 192  | 155  | 178  | 169  | 168  | 137  | 137  | 143  | 162  |
| Počet domů     | 20   | 21   | 19   | 21   | 21   | 24   | 37   | 42   | 44   | 48   | 43   | 50   | 52   | 54   | 63   |

## Obecní správa
Mezi lety 1869–1880 Bučí bylo jako osada obce ke Krašovicím v okrese Kralovice. V letech 1890–1985 bylo obcí v okrese Kralovice (1890–1930), poté v okrese Plasy (1950) a později v okrese Plzeň-sever. Od 1. července 1985 do 23. listopadu 1990 patřilo jako část obce k Dolní Bělé a od 24. listopadu 1990 je opět samostatnou obcí.

### Obecní symboly
Znak a vlajka byly obci uděleny rozhodnutím předsedy Poslanecké sněmovny Parlamentu České republiky dne 25. března 2005.

## Pamětihodnosti
Na návsi stojí roubená zvonice ze začátku 19. století.